# البيضاء (المضاربة والعارة)

تعديل مصدري - تعديل

البيضاء هي إحدى قرى عزلة المضاربة بمديرية المضاربة والعارة التابعة لمحافظة لحج، بلغ تعداد سكانها 100 نسمة حسب تعداد اليمن لعام 2004.